# Rezolucja Rady Bezpieczeństwa ONZ nr 1752
Rezolucja Rady Bezpieczeństwa ONZ nr 1752 została przyjęta 13 kwietnia 2007 podczas 5661. posiedzenia Rady.
Rezolucja stanowi zbiór deklaracji Rady o charakterze politycznym, związanych z konfliktem między władzami Gruzji a abchaskimi separatystami. Jedyną prawnie wiążącą decyzją jest przedłużenie mandatu misji UNOMIG do 15 października 2007.